# Alsolemia cresswelli
Alsolemia cresswelli är en snäckart som först beskrevs av Frank Climo 1978.  Alsolemia cresswelli ingår i släktet Alsolemia och familjen Charopidae. Inga underarter finns listade i Catalogue of Life.